# Yuzusoft
Yuzusoft (яп. ゆずソフト Юдзусофуто) — бренд японской компании Junos, Inc., специализирующейся на разработке визуальных новелл для взрослых. Штаб-квартира расположена в городе Осака префектуры Осака.

## История
Штат основателей состоял из пяти человек: Famishin, Кобуити, Муририн, Рицу Амамия и Родо. Все они до этого были связаны с Studio Mebius и участвовали в разработке таких произведений, как Snow.
Famishin покинул компанию с желанием создания игры, в которую ещё никогда раньше не играл. В дальнейшем также ушли и его коллеги Муририн, Кобуити и Родо. Команда сформировала додзинси-кружок Team Exodus, и 30 декабря 2005 года на Комикете 69 была представлена их первая игра Shouyon! Kodomo Challenge.
Позднее на основе состава Team Exodus была официально зарегистрирована компания, брендовым названием которой стало Yuzusoft, и которая позднее дебютировала с работой Bra-Ban!: The bonds of melody 28 июля 2006 года. Наименование бренда происходит от того факта, что разработчики пили сауэр с юдзу во время обсуждения выбора названия, и, как им показалось, добавление к нему чего-нибудь связанного с цитрусовыми благотворно сказалось бы на продажах. Кружок Team Exodus прекратил свою деятельность 31 октября 2007 года, и его сайт был закрыт. Впоследствии выяснилась нехватка художников, поэтому Famishin также позвал в команду Сэндзи и Модоки-сан.
Сэндзи покинул компанию 31 декабря 2015 года, планируя оказывать помощь на внештатной основе. Ему на замену к команде присоединились иллюстраторы Сора Накано и Томифуми.
В 2021 году Рио Хадзуми вступила в должность в качестве художника дизайнов персонажей. 30 июля начали работу дочерние бренды Yuzusoft Sour (ゆずソフトSOUR Юдзусофуто Сава:) для издательства игр для всех возрастов и YSMR для выпуска ASMR-записей. Позднее, в октябре того же года к составу присоединился Хокан.

## Особенности
При планировании работы каждый из сотрудников вносит собственные предложения (примерно по 2-3 листа бумаги формата А4) на еженедельном собрании, а в случае разработки новой игры все обсуждают её в течение нескольких дней, после чего оглашают готовый план как свою новую работу. Геймдизайнерами Bra-Ban! (Famishin), E×E (Рицу Амамия) и Natsuzora Kanata (Родо) стали соответствующие авторы их оригинальной идеи, тем не менее, хотя идея для Tenshin Ranman была предложена Муририн, её дизайнером стал Сэндзи, поскольку совмещать данную роль с работой в качестве художника было проблематично.
Yuzusoft является одним из немногих брендов игр для взрослых, которые осуществляют разработку, ни разу не задержав выпуск продукта. И хотя некоторые пользователи просят дополнительный контент к уже выпущенным работам, компания, придерживаясь политики «не оглядываться назад», не удовлетворяет эти запросы, за исключением Tenshin Ranman, которая была портирована на портативные консоли с некоторыми дополнениями сценария.
В конце октября 2011 года был обновлён официальный сайт. Для участия в блогах и прочем содержимом теперь требовалась регистрация через учётную запись в «Твиттере». С того времени сайт претерпевал не самые большие изменения в периоды объявления новых работ.
Также в период до выхода новой работы выпускаются видео с обратным отсчётом, для которых в сравнении с прочими компаниями характерны свои особенности вроде наличия множества пародий на другие произведения.

## Работы

### Yuzusoft
| 2006 | Bra-Ban!: The bonds of melody            |
| 2007 | E×E                                      |
| 2008 | Natsuzora Kanata                         |
| 2009 | Tenshin Ranman: Lucky or Unlucky!?       |
| 2010 | Noble Works                              |
| 2011 |                                          |
| 2012 | Dracu-Riot!                              |
| 2013 | Amairo * Islenauts                       |
| 2014 |                                          |
| 2015 | Sabbat of the Witch                      |
| 2016 | Senren * Banka                           |
| 2017 |                                          |
| 2018 | Riddle Joker                             |
| 2019 | Café Stella and the Reaper's Butterflies |
| 2020 |                                          |
| 2021 |                                          |
| 2022 |                                          |
| 2023 | Tenshi Souzou: Re-Boot!                  |

Bra-Ban!: The bonds of melody (яп. ぶらばん! -The bonds of melody- Бурабан! Дза Бондзу обу Мэроди:)
Первая работа, выпущенная 28 июля 2006 года. По сюжету школа, которую посещает главный герой, закрывается и объединяется с другой, где клубам духовых оркестров каждой из них предстоит соревноваться между собой. Однако разница в способностях обоих оказывается подавляющей, так как по сравнению с клубом главного героя у оппонентов есть серебряный приз. На официальном сайте выпускались Flash-анимации обратного отсчёта до выхода этой работы.
E×E
Вторая работа, выпущенная 1 июня 2007 года.
Natsuzora Kanata (夏空カナタ Нацудзора Каната)
Третья работа, выпущенная 23 мая 2008 года.
Tenshin Ranman: Lucky or Unlucky!? (天神乱漫 -LUCKY or UNLUCKY!?- Тэнсин Рамман Ракки: о Анракки:!?)
Четвёртая работа, выпущенная 29 мая 2009 года. Версия игры для PlayStation Portable под названием Tenshin Ranman: Happy Go Lucky!! была выпущена Russell 25 марта следующего года.
Noble Works (のーぶる☆わーくす Но:буру Ва:кусу)
Пятая работа, выпущенная 24 декабря 2010 года и посвящённая пятилетию Yuzusoft. В данном произведении по сюжету главный герой-простолюдин поступает в престижную школу в качестве дублёра отпрыска крупной компании и может завести романтические отношения с девушками, которых там встречает.
В рейтинге по продажам на Getchu.com за 2010 год она заняла одиннадцатое место, а в рейтинге Getchu Bishoujo Game Awards 2010 — седьмое место в общей категории.
Dracu-Riot!
Шестая работа выпущенная 30 марта 2012 года. История разворачивается в Аква Эдеме — городе посреди моря, где сосуществуют люди и вампиры, и главный герой, в результате обстоятельств ставший из человека вампиром, может начать отношения как с обычными девушками, так и с такими же девушками-вампирами. Для привлечения новых покупателей были предприняты попытки распространения тематической манги и брошюр, создания гараж-китов и бесплатного приложения для смартфонов.
Игра заняла второе место рейтинге продаж бисёдзё-игр за 2012 год журнала BugBug и второе место в общей категории на Getchu Bishoujo Game Awards 2012. По мотивам данного произведения вышло три манги за авторством Коноки Кино, Асуки Канан и Ринды Гюню.
Amairo * Islenauts (天色*アイルノーツ Амаиро Айруно:цу)
Седьмая работа, выпущенная 26 июля 2013 года. По сюжету действие произведения происходит на парящем в небе острове, населенном вымышленными расами вроде эльфов и териантропов. Главный герой, преподающий в академии на нём может завести отношения с некоторыми ученицами и своими коллегами.
Игра заняла первое место в рейтинге продаж бисёдзё-игр за 2013 год и пятое место в общей категории рейтинга «Выбор читателей бисёдзё-игр за 2013 год» журнала BugBug, где получила положительные отзывы о дизайне персонажей и отображении романтических отношений. По данной игре также была выпущена манга за авторством Эрики Кидуки, изданная Kadokawa.
Sabbat of the Witch (サノバウィッチ Саноба Витти)
Восьмая работа, выпущенная 27 февраля 2015 года.
Senren * Banka (千恋*万花 Сэнрэн Банка)
Девятая работа, выпущенная 29 июля 2016 года.
Riddle Joker
Десятая работа, выпущенная 30 марта 2018 года.
Café Stella and the Reaper's Butterflies (喫茶ステラと死神の蝶 Кафэ Сутера то Синигами но Тё:)
Одиннадцатая работа, выпущенная 20 декабря 2019 года.
Tenshi Souzou: Re-Boot! (天使☆騒々 RE-BOOT! Тэнси Со:дзо: Рэбутто!)
Двенадцатая работа, выпущенная 28 апреля 2023 года.

### Yuzusoft (прочее)
YuzuPara (Yuzusoft Parallel Heroines (ゆずソフトパラレルヒロインズ Юдзусофуто Парарэру Хироиндзу))
Игра на мобильной социальной платформе Mobage о героинях разных произведений Yuzusoft, которая была доступна с весны 2013 года по 30 сентября 2014 года. Несмотря на отсутствие в самой игре изображений эротического характера, она не была доступна пользователям младше 18 лет, что автоматически рассчитывалось относительно указанной при регистрации в Mobage даты рождения, ввиду того, что, со слов Родо на одной из трансляций: «на некоторых иллюстрациях хорошо заметны линии тела».
Помимо основных иллюстраторов, таких как Кобуити, Муририн и Харука Комовата, ряд прочих художников также представили свои работы в качестве гостей. Помимо этого компании удалось провести несколько коллабораций, включающих в себя добавление специальных карточек с серийными кодами в дополнение к собственным песням персонажей или журналы других компаний.
KakoTama (カコ☆タマ Како Тама)
Игра для мобильных устройств на Android и iOS, созданная в сотрудничестве с Bullets Co., Ltd. с элементами RPG, пошаговой стратегии и ККИ. Основной игровой процесс походит на таковой в Qix и подразумевает обведение с помощью пальца врагов и камней для атаки.
Поддержка игры официально завершилась 31 мая 2018 года. Для возможности дальнейшей игры была выпущена специальная версия приложения без необходимости подключения к интернету и привязки аккаунта с допускаемым переносом прогресса.

### Yuzusoft (ASMR)
Nanami Arihara Wants to Connect With Her Brother (在原七海はお兄ちゃんとつながりたい Арихара Нанами ва Онии-тян то Цунагаритай)
Послеигровая история Нанами Арихары, одной из героинь Riddle Joker, выпущенная 3 июля 2022 года (2 ноября 2022 с англоязычными субтитрами). Озвучиванием занималась Юй Кусухара, а сценарий написан AsciiCube и Рицу Амамией (специальный трек).
It's Takadate Orie's day off, and she gets to spend it her way! (高楯オリエは休日をイチャイチャ過ごしたい Такадатэ Ориэ ва Кю:дзицу о Итяитя Сугоситай)
Послеигровая история Ориэ Такадатэ, героини Tenshi Souzou: Re-Boot!, выпущенная 1 марта 2024 года (4 апреля была анонсирована версия с англоязычными субтитрами). Озвучиванием занималась Коори Нацуно, а сценарий написан Котацу Андо.
Yep, Shiki Natsume Wants to Do It Raw! (四季ナツメは結局、生でシタい Сики Нацумэ ва Кэккёку, Намадэ Сита и)
История Нацумэ Сики, героини Café Stella and the Reaper’s Butterflies, выпущенная 1 апреля 2024 года (4 апреля была анонсирована версия с англоязычными субтитрами). Озвучиванием занималась Канако, а сценарий написан Рицу Амамией.

### Yuzusoft Sour
Parquet
Первая работа, выпущенная 31 июля 2021 г. Версия для Steam и Android была выпущена 27 августа того же года, а для iOS — 3 сентября. В озвучивании принимала участие Нао Тояма, которая играла две роли.
Tenshin Ranman: Happy Go Lucky!! (天神乱漫 Happy Go Lucky!! Тэнсин Рамман Хаппи: Го: Ракки:!!)
Вторая работа, выпущенная 24 декабря 2021 г. Данная версия является обратным портом версии Tenshin Ranman: Happy Go Lucky!! для PSP, разрешение которого было переведено в Full HD, а пользовательский интерфейс переработан в соответствии с последними работами компании. Код для активации на DLsite распространялся в дополнение к Yuzusoft PentaBox.

### YSMR
Ohirune Doukoukai de Sugosu Icha Tsuki Ama Etchi na Hibi (お昼寝同好会で過ごすイチャつき甘えっちな日々)
Первая оригинальная работа, выпущенная 31 июля 2021 года. Озвучиванием занималась Юка Хината, сценарий написан AsciiCube.
Mimi Fechi Jun'ai Meido to no Amaama Seiyokushori Etchi. Taberarechau no wa Goshujin-sama Desu Yo (耳フェチ純愛メイドとのあまあま性欲処理エッチ～食べられちゃうのはご主人様ですよ♪～)
Вторая оригинальная работа, выпущенная 22 августа 2021 года. Озвучиванием занималась Сихо Бубайгавара, сценарий написан AsciiCube.
Seiso (Uso) na Koibito ni Rouraku Sarete Da Tosareru Himitsu no Kounai Etchi (清楚(嘘)な恋人に籠絡されて堕とされる秘密の校内エッチ)
Третья оригинальная работа, выпущенная 1 октября 2021 года. Озвучиванием занималась Мирай Соёкадзэ, сценарий написан AsciiCube.
Shinseki no Oneechan ni Shiboritorareru Icharabu Doukyo Seikatsu (親戚のお姉ちゃんに搾り取られるイチャラブ同居生活)
Четвёртая оригинальная работа, выпущенная 19 ноября 2021 года. Озвучиванием занималась Каэде Акино, сценарий написан Рицу Амамией.
Toshishita Osananajimi wa, Oniichan wo Kaihatsu Shitai (年下幼馴染みは、お兄ちゃんを開発したい)
Пятая оригинальная работа, выпущенная 4 марта 2022 года. Озвучиванием занималась Наруми Айсака, сценарий написан Рицу Амамией.
Etchi Suru to Soku Dere! Kuru na Iinazuke JK to Hajimeru Mainichi Dousei Rabu Hame (エッチすると即デレ!クールな許嫁JKと始める毎日同棲ラブはめ♪)
Шестая оригинальная работа, выпущенная 27 мая 2022 года. Озвучиванием занималась Харука Амати, сценарий написан AsciiCube.
Doukyuusei Rifure. Ichimaiuwate na Murota-san to Ura Opu Etchi (同級生リフレ～一枚上手な室田さんと裏オプエッチ～)
Седьмая оригинальная работа, выпущенная 30 июля 2022 года. Озвучиванием занималась Натю Айдзава, сценарий написан AsciiCube.
Ryoubo JK Mama to Hajimeru Ama Ero Enkou-Gokko (寮母JKママと始めるあまエロ援交ごっこ)
Восьмая оригинальная работа, выпущенная 3 февраля 2024 года. Озвучиванием занималась Юй Отокура, сценарий написан AsciiCube.
Dara Pako Okke na Ero Imouto to Micchakubiki Komori Etchi (だらパコおっけーなエロ妹と密着引きこもりエッチ)
Девятая оригинальная работа, выпущенная 1 июля 2024 года. Озвучиванием занималась Цубамэ Юдзуки, сценарий написан AsciiCube.

## Персонал

### Сотрудники

#### Представитель, композитор, саунд-дизайнер
- Famishin — также участвовал в роли геймдизайнера Bra-Ban!, Noble Works, Senren * Banka, Café Stella и Tenshi Souzou: Re-Boot!

#### Дизайнеры персонажей
- Кобуити (こぶいち Кобуити)
- Муририн (むりりん Муририн)
- Рио Хадзуми (羽純りお Хадзуми Рио) — начиная с Parquet[7].
- Хокан (ほかん Хокан) — с 2021 года[32].

#### Сценарист
- Рицу Амамия (天宮リツ Амамия Рицу) — также был в роли дизайнера E×E.

#### CG-иллюстраторы
- Модоки-сан (モドキさん Модоки-сан) — с ноября 2006 года.
- Сора Накано (中乃空 Накано Сора) — начиная с Senren * Banka.
- Томифуми (トミフミ Томифуми) — начиная с Senren * Banka.

#### Дизайн, создание видео и прочее
- Родо (ろど Родо) — также участвовал в качестве геймдизайнера Natsuzora Kanata, Dracu-Riot!, Sabbat of the Witch, Riddle Joker и Parquet. В дополнение к работе в Yuzusoft он также работал над производством видео для работ Saga Planets вроде Natsuyume Nagisa.

### Лица, связанные с Yuzusoft, но не состоящие в компании

#### Актёры озвучивания
- Юй Сакакибара (榊原ゆい Сакакибара Юй) — ответственна за вокал в музыкальных темах с Bra-Ban! по Dracu-Riot! (кроме Natsuzora Kanata, где озвучивала закрывающую тему), в ранних проектах также иногда озвучивала некоторых героинь.
- Миру (みる Миру) — с Bra-Ban! по Noble Works.
- Коори Нацуно (夏野こおり Нацуно Коори) — с Natsuzora Kanata по Amairo * Islenauts.

#### Сценаристы
- Цубара Тамасава (玉沢円 Тамасава Цубара) — Natsuzora Kanata.
- Харэ Китагава (北川晴 Китагава Харэ) — Tenshin Ranman, Noble Works.
- J-Sairo (J・さいろー Дзэй Сайро:) — начиная с Dracu-Riot!
- Аку Химэноги (姫ノ木あく Химэноги Аку) — Dracu-Riot!
- Ю Кагами (鏡遊 Кагами Ю:) — Amairo * Islenauts.
- Асута Конно (紺野アスタ Конно Асута) — Amairo * Islenauts.
- Кэй Ходзуми (保住圭 Ходзуми Кэй) — Sabbat of the Witch, Riddle Joker, Tenshi Souzou: Re-Boot!
- Тота (籐太 То:та) — Sabbat of the Witch, Senren * Banka.

#### SD-иллюстраторы
- Рёдангата Сэрэбии (セレビィ量産型 Сэрэбии Рёдангата) — Tenshin Ranman.
- Харука Комовата (こもわた遙華 Комовата Харука) — начиная с Noble Works.

#### Прочие
- Сэндзи (煎路 Сэндзи) — покинул компанию в декабре 2015 года, выступал в качестве дизайнера Tenshin Ranman и Amairo * Islenauts.
- Ёта (よう太 Ё:та) — по роду деятельности иллюстратор, но был ответственен за анимационную составляющую E×E.
- Angel Note — коллектив исполнителей, ответственный за аранжировку тематических песен и фоновой музыки для различных работ Yuzusoft.
- Danny Choo — режиссёр и ведущий Culture Japan, внёс вклад в обновление официального сайта[33].

## Yuzu Live Radio
Yuzu Live Radio (яп. ゆず生ラジオ Юдзу Сэи Радзио) — интернет-радиопрограмма в формате прямой трансляции, которая ведётся на Nico Nico Douga начиная с 6-го проекта Dracu-Riot!. Роль ведущего исполняет Родо, Famishin и Сэндзи оказывали поддержку из-за кулис, однако ввиду ухода Сэндзи и некоторых других причин Родо в настоящее время является единственным ведущим. Трансляции по обыкновению ведутся каждую пятницу в 21:30 вечера в напряжённые периоды от объявления новой работы до её выхода (сезоны 1, 3, 5 и 7) или 19:30 вечера в течение часа в менее напряжённые периоды от выхода новой работы до объявления следующей (сезоны 2, 4 и 6).